# Плешки (посёлок, Кемерово)
Плешки — посёлок (микрорайон, местность) в Заводском районе города Кемерово Кемеровской области. Официально не является объектом АТЕ и/или АТД.

## История
Плешки возникли на месте на месте деревни Куро-Искитим, присоединённой 26 марта 1945 года к Заводскому району г. Кемерово, который в тот же день был образован специальным Указом Президиума Верховного Совета РСФСР «Об образовании Заводского района в городе Кемерово Кемеровской области за счет разукрупнения Центрального района»
Название Плешки было неофициальным название деревни.

## География
Расположен на левом берегу реки Куро-Искитим (от тюрк. Курук — сухой). Граничит с микрорайоном Южный посёлок на востоке и посёлком Комиссарово на западе.
Первая и центральная улица в Плешках — Зейская.
Свое название получило в 1963 году, решением № 469 исполнительного комитета Кемеровского городского Совета депутатов трудящихся от 16 октября 1963 года «О переименовании улиц»: «переименовать улицу им. Хрущева на улицу Зейскую с переулками 1-й, 2-й, и 3-й Зейские».
Эта улица в 1952—1963 гг. носила название «им. Хрущева», в 1950—1952 «Куро-Искитимская», в 1947—1950 «Верхне-Искитимская».
До конца 1946 года наименований улиц и нумерации домов не было.

## Инфраструктура
На территории посёлка функционирует школа № 88 со стадионом, школа с дошкольным образованием № 54.
Школа № 88 продолжает историю восьмилетней Куро-Искитимской школы, образованной до 1917 года.
Посёлок прикреплен к поликлинике № 6 г. Кемерово

## Транспорт
Через посёлок проходит магистральная автодорога Кемерово — Промышленная.
В пос. Плешки ходят (на 2017 г.) 4 автобуса.
Действующие проходящие маршруты: № 4, 106.
Пос. Комиссарово: 21 автобус.
Действующие проходящие маршруты: № 8, 48
Пос. Улус, Мозжуха: 3 автобуса.
Действующие проходящие маршруты: № 103, 110, 120.